# Batalla del Bosque de Hürtgen
La batalla del Bosque de Hürtgen (en alemán: Schlacht im Hürtgenwald) es el nombre de una de las batallas más feroces libradas entre las tropas estadounidenses y las fuerzas alemanas durante la Segunda Guerra Mundial en el bosque de Hürtgen, y que se convertiría en la más larga disputada por el Ejército de los Estados Unidos no solo durante la guerra, sino en toda su historia. Se disputó entre el 14 de septiembre de 1944, y el 10 de febrero de 1945, sobre un pequeño territorio de apenas 129 km², al este de la frontera belga-alemana.
La pretensión inicial de los comandantes estadounidenses era inmovilizar a las fuerzas alemanas en la zona para impedir que reforzaran las líneas del frente más al norte en Aquisgrán, donde los aliados estaban combatiendo en una guerra de trincheras en medio de una red de ciudades y pueblos fortificados conectados con fortificaciones de campo, trampas para tanques y campos minados. Un objetivo secundario podría haber sido rebasar por el flanco la línea del frente. 
Los objetivos iniciales de los estadounidenses eran tomar Schmidt y limpiar Monschau. En una segunda fase los Aliados querían avanzar hasta el Rur como parte de la Operación Queen. El mariscal Walter Model pretendía que el empuje aliado llegara a un punto muerto. Aunque intervino menos en los movimientos de unidades diarios que en Arnhem, aun así se mantuvo plenamente informado sobre la situación, ralentizando el progreso aliado, infligiendo grandes bajas y aprovechándose plenamente las fortificaciones que los alemanes llamaban el Westwall, más conocida por los aliados como la línea Sigfrido.
El bosque de Hürtgen costó al Primer Ejército de los Estados Unidos al menos 33 000 muertos e incapacitados, incluyendo pérdidas tanto de combatientes como de no combatientes; las bajas alemanas fueron 28 000. Al final Aquisgrán cayó el 22 de octubre, de nuevo con un alto coste para el Noveno ejército. El empuje del 9.º Ejército hacia el Rur no lo hizo mejor, y no logró cruzar el río o arrancar el control de sus presas a los alemanes. Posteriormente (del 14 al 26 de enero de 1945), el triángulo del Río Rur fue limpiado durante la operación Blackcock.
Hürtgen fue tan costoso que se ha considerado una "derrota aliada de primera magnitud", reconociéndole un crédito específico a Model.: 391 
Los alemanes defendieron ferozmente el área por dos razones: servía como una zona de preparación de la ofensiva de las Ardenas (lo que se convertiría en la batalla de las Ardenas) que estaba entonces preparándose, y el acceso a la presa de Schwammenauel en la cabecera del lago Rur (Ruhrstausee) que, si se abriera, fluiría hacia las zonas llanas corriente abajo e impediría el cruce del río. Los Aliados sólo reconocieron esto después de varios contratiempos serios, y los alemanes fueron capaces de conservar la región hasta que lanzaron su última y desesperada ofensiva en el Frente Occidental hacia las Ardenas.

## Antecedentes
A mediados de septiembre del año 1944, los aliados persiguieron al ejército alemán después de que los desembarcos en Normandía lograran romper el frente, pero sus avances fueron ralentizándose debido a las cada vez más extensas líneas de suministro y a la creciente resistencia alemana. El siguiente objetivo estratégico aliado era llegar al río Rin y establecerse a lo largo de toda su longitud para  prepararse para cruzarlo. Los aliados decidieron romper la Línea Sigfrido a la altura de Aquisgrán. El Primer ejército de los Estados Unidos de Courtney Hodges se encontró con una fuerte resistencia empujando a través de la brecha de Aquisgrán y percibió una amenaza potencial en sus flancos de las fuerzas enemigas, usando el bosque de Hürtgen como base.
La veterana 1.ª División de Infantería estadounidense llegó a principios de octubre, uniendo elementos de los Cuerpos XIX y VII, que habían rodeado Aquisgrán. Aunque la Primera división de infantería requirió la rendición de la guarnición alemana en la ciudad, el comandante alemán oberst Gerhard Wilck rechazó capitular hasta el 22 de octubre.
También se creyó necesario eliminar la amenaza que suponía la presa de Rur. Los alemanes podrían liberar el agua retenida, inundando a las fuerzas aliadas que operaban corriente abajo. Según veían los comandantes estadounidenses, Bradley, Hodges y Collins, la ruta directa hasta la presa era a través del bosque.: 239 
A los historiadores militares estas razones ya no los convencen al día de hoy. Charles B. MacDonald—un historiador del ejército estadounidense y anterior comandante de compañía que sirvió en la batalla de Hürtgen—la ha descrito como «una batalla mal concebida y básicamente infructuosa que tenía que haberse evitado.»: 239  Con la perspectiva actual cuesta entender como los aliados se empeñaron en presentar batalla a pesar de que los bosques y la meteorología favorecían a los defensores y de que, en principio, la región carecía de importancia militar para el avance aliado. El general Courtney Hodges empleó la táctica de ataque frontal, que le había funcionado tan bien contra los alemanes en sus avance por Francia gracias a la superioridad  en carros de combate y hombres. Sin embargo ahora le esperaban los alemanes prevenidos, en un terreno que les daba ventaja y bien atrincherados en el sistema defensivo de la Línea Sigfrido.

### Geografía

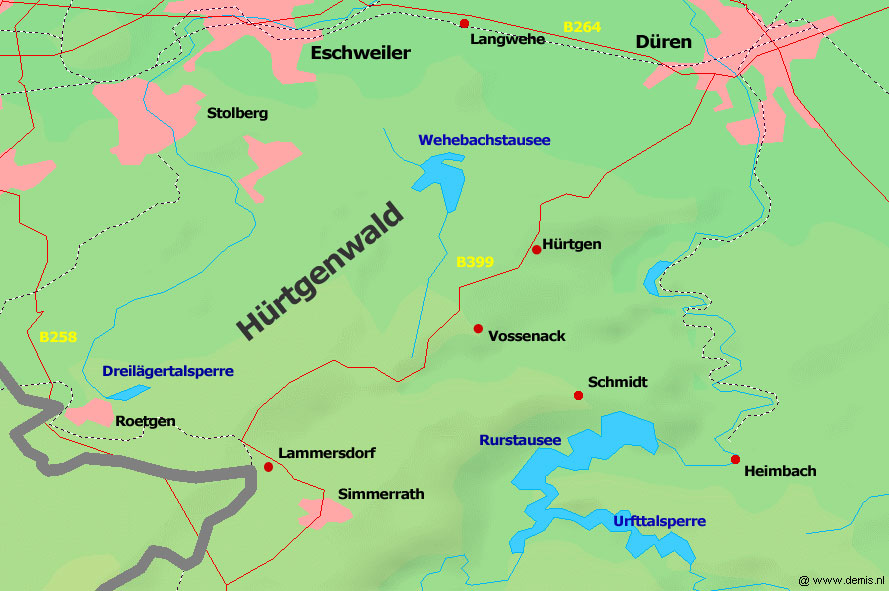
Mapa que muestra la zona de la batalla.

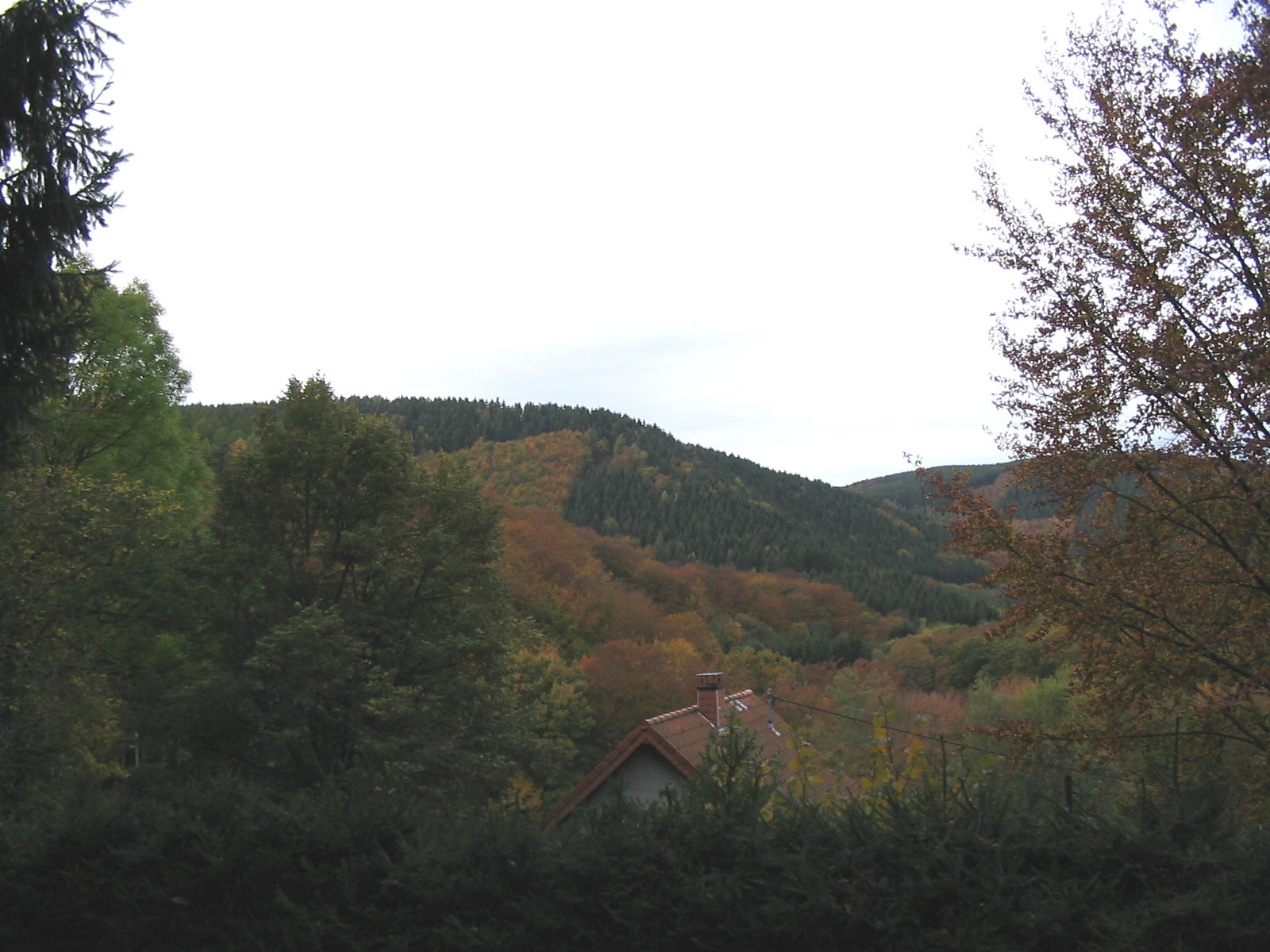
Vista hacia el oeste sobre el valle de Kall.

Soldado estadounidense muerto por la artillería alemana, siendo atendido por los sanitarios.

El bosque de Hürtgen ocupa una zona accidentada entre el río Rur y Aquisgrán. El denso bosque de coníferas está interrumpida por unas pocas carreteras, senderos y cortafuegos; los movimientos de vehículos están limitados. En el otoño y a principios del invierno de 1944, el tiempo era frío y húmedo y a menudo impedía el apoyo aéreo. Las condiciones sobre el terreno variaban de una cubierta húmeda a otra de nieve.
Los defensores alemanes habían preparado la zona con fortines, campos de mina, alambre de espina y bombas trampa, escondidos por la nieve. También hubo numerosos búnkeres en la zona, pertenecientes en su mayoría a las profundas defensas del muro occidental, que también eran centros de resistencia. El denso bosque permitió la infiltración y ataques por el flanco y a veces era difícil establecer una línea de frente o confiar en que una zona había quedado limpia del enemigo. Un pequeño número de rutas y claros permitió también a los alemanes preparar sus ametralladoras, equipos de mortero y artillería y disparar con precisión. Aparte del tiempo malo y muy frío, el denso bosque y el terreno accidentado impidió también a los aliados aprovecharse de su superioridad aérea, que tenía grandes dificultades a la hora de captar cualquier objetivo.
La ventaja numérica estadounidense (hasta una proporción de 5 a 1), blindados, movilidad, y apoyo aéreo, se veía en gran medida reducida por el tiempo y el terreno. En el bosque, un grupo relativamente pequeño de defensores decididos y preparados podía ser muy efectivo. Cuando las divisiones estadounidenses perdían hombres, se llevaba al frente como reemplazo a reclutas novatos.: 454, 468–69 
El bosque impenetrable también limitaba el uso de los tanques y que se ocultaran equipos antitanque equipados con panzerfaust. Se hicieron improvisados lanzadores de cohetes usando tubos de aviones y remolques de jeeps de repuesto. En un momento posterior de la batalla, demostró ser necesario volar rutas de tanques a través del bosque. El transporte estaba limitado, de una forma parecida, por la carencia de rutas: en momentos críticos, demostró que era difícil enviar refuerzos o suministros a las unidades del frente o evacuar a sus heridos. Los alemanes se veían dificultados por las mismas dificultades, por supuesto; sus divisiones habían sufrido grandes pérdidas al retirarse de Francia y rápidamente estaban siendo rellenados por chicos sin preparación, hombres inadecuados para el servicio, y viejos. El transporte también era un problema debido a lo difícil de las carreteras y la falta de camiones y carburante. La mayor parte de los suministros tenían que moverse a pulso hasta la línea del frente. Pero los defensores alemanes tenían la ventaja de que sus comandantes y la mayoría de sus soldados habían luchado durante unos pocos años y habían aprendido las tácticas necesarias para luchar con eficiencia en el invierno y en zonas boscosas, mientras que los estadounidenses estaban bien entrenados pero carecían de experiencia.
El alto follaje del bosque también favorecía a los defensores. El fuego de artillería se establecía para detonar en explosiones entre los árboles. Mientras los defensores quedaban protegidos de los fragmentos de proyectiles (y las astillas de madera de los árboles) por sus posiciones defensivas enterradas, los atacantes en espacios abiertos eran mucho más vulnerables. A la inversa, los pelotones de mortero de los EE. UU. necesitaban claros en los que trabajar; estos eran pocos y peligrosos, habiendo sido preparados por las tropas alemanas, de manera que el apoyo de mortero a menudo no estaba disponible para pelotones de rifle.

### Ejércitos enfrentados
El bosque de Hürtgen queda dentro de la zona del Primer ejército de los Estados Unidos La responsabilidad fluctuaba entre los Cuerpos V y VII.
Al comienzo, el bosque estaba defendido por las divisiones de infantería alemanas 275.ª y 353.ª; con fuerzas inferiores, pero bien preparados —5000 hombres (1000 en reserva)—y comandados por el generalleutnant Hans Schmidt, tenían poca artillería y ningún tanque. Conforme la batalla progresó, se añadieron refuerzos alemanes. Las esperanzas estadounidenses de que estas tropas fueran débiles y preparadas para retirarse no fueron correspondidas por los acontecimientos.

#### Divisiones estadounidenses
- 1.ª División de Infantería
- 4.ª División de Infantería
- 8.ª División de Infantería
- 9.ª División de Infantería
- 17.ª División Aerotransportada
- 28.ª División de Infantería
- 78.ª División de Infantería
- 82.ª División Aerotransportada
- 83.ª División Aerotransportada
- 104.ª División de Infantería
- 3.ª División Blindada
- 5.ª División Blindada
- 7.ª División Blindada
- 366.ª Ala Fighter
- 2.º Batallón Ranger

#### Divisiones alemanas
- 85.ª División de Infantería
- 89.ª División de Infantería
- 275.ª División de Infantería
- 344.ª División de Infantería, previamente 344.ª División de Infantería Estática.
- 347.ª División de Infantería
- 353.ª División de Infantería
- 3.ª División de Paracaidistas
- 3.ª División Panzergrenadier
- 116.ª División Panzer Windhund (previamente la 16.ª División de Infantería, la 16.ª División de Infantería Motorizada y la 16.ª División de Granaderos Panzer)
- 12.ª División Volksgrenadier
- 47.ª División Volksgrenadier
- 246.ª División Volksgrenadier
- 272.ª División Volksgrenadier
- 326.ª División Volksgrenadier

## Batalla

### Primera fase
Esta fase se concentró en la ciudad de Schmidt, sobre una importante ruta de suministros alemán, dentro de la parte meridional del bosque.
El enfrentamiento empezó el 19 de septiembre de 1944, con una tentativa del 60.º Regimiento de Infantería que entró en el bosque de Hürtgen pero fueron derrotadas por el terreno y la oposición.
El 5 de octubre, la 9.ª División de Infantería atacó la ciudad de Schmidt usando los regimientos 60.º y 39.º mientras que el 47.º mantuvo una posición defensiva. La carretera Monschau-Düren se cortó rápidamente, pero ambos regimientos fueron ralentizados por las defensas y sufrieron bajas significativas: el 2.º Batallón del 60.º fue reducido a un tercio después del primer día. El 39.º se vio detenido en el arroyo Weisser Weh; había problemas con senderos estrechos, los estallidos en los árboles y fuegos que quedaban bloqueados o enfilados. La evacuación y los suministros eran difíciles o imposibles.
La lenta marcha continuó. Para el 16 de octubre, habían ganado 2,7 kilómetros con un coste de 4500 bajas. La 28.ª Regimiento de Infantería—una unidad de la Guardia Nacional de los Estados Unidos de Pensilvania —llegaron el 16 de octubre para relevar al maltrecho 9.º Regimiento.
La 28.ª División fue reforzada con blindados, transportes oruga M29 Weasel y apoyo aéreo. De sus tres regimientos, uno de ellos fue desplegado para proteger el flanco septentrional, otro para atacar Germeter, y el tercero para capturar Schmidt, el principal objetivo. La zona tenía un terreno tremendo con el Sendero de Kall corriendo a lo largo de un profundo barranco fluvial. El terreno no era apto para tanques, a pesar de la necesidad de blindaje para apoyar a la infantería.

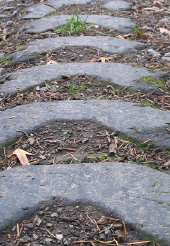
Una oruga de un vehículo blindado estadounidense que fue impactado e incendiado en el valle de Kall. La sección de la oruga se ha fundido con la carretera.

El ataque de la 28.ª División empezó el 2 de noviembre; los defensores estaban esperándolo y preparados. El 109.º Regimiento de Infantería quedó impedido después de 270 metros por un inesperado campo de minas, retenidos por fuego de mortero y artillería y acosados por contraataques locales. Se ganó kilómetro y medio después de dos días, tras lo cual el 109.º se atrincheró y soportó las bajas. El 112.º Regimiento de Infantería atacó Vossenack y la cresta cercana, que fueron tomadas el 2 de noviembre. El 112.º quedó entonces detenido sobre el Kall por fuertes defensas y el terreno abrupto. El 110.º Regimiento de Infantería de los Estados Unidos tenía que limpiar los bosques próximos al río Kall, capturar Simonskall, y mantener una ruta de abastecimiento para el avance sobre Schmidt; de nuevo, estas resultaron ser tareas muy difíciles debido al tiempo, las defensas ya preparadas, la decisión de los defensores y el terreno. El tiempo impidió el apoyo aéreo táctico hasta el 5 de noviembre.
El 112.º tomó Schmidt el 3 de noviembre, cortando la ruta alemana de abastecimiento hasta Monschau, pero ningún suministro estadounidense, refuerzo o evacuación era posible, pues el sendero Kall estaba bloqueado. Un fuerte contraataque alemán por tanques de la 116.ª División Panzer e infantería de la 89.ª División de Infantería rápidamente expulsaron a los estadounidenses de Schmidt, y se vieron obligados a contraatacar. Durante dos días, el 112.º siguió siendo intensamente presionado para mantener sus posiciones fuera de Schmidt.
El 6 de noviembre, el 12.º Regimiento de Infantería se vio separado de la 4.ª División de Infantería y enviado a reforzar la 28.ª División.
Cruzando el puente de Kall las tropas de la 28.ª División de Infantería de los EE. UU. presionaron a comienzos de noviembre de 1944 para tomar el pueblo de Schmidt. Después de unos pocos días, se celebró la llamada Allerseelenschlacht (batalla del día de Todos los Santos) tuvo como resultado un desastre para los estadounidenses. Conforme las tropas estadounidenses intentaron retirarse cruzando el puente hacia Vossenack, grandes partes del valle de Kall ya estaban aislados por los alemanes. Un doctor regimental alemán—Hauptmann Günter Stüttgen—logró negociar un alto el fuego no oficial con los estadounidenses en el puente de Kall desde el 7–12 de noviembre, para atender a los heridos de ambos lados. Las vidas de muchos soldados estadounidenses fueron salvados por los sanitarios alemanes.
En Vossenack, el 2.º Batallón del 112.º se desintegró tras el constante bombardeo y huyó de un ataque alemán. Tras la llegada providencial de dos pelotones blindados estadounidenses de tanques y cazacarros M10 Wolverine, apoyados por aquellos hombres del segundo batallón que habían aguantado, y dos compañías del 146.º de Ingenieros operando como infantería, los estadounidenses resistieron y la lucha por Schmidt continuó hasta el 10 de noviembre. Después de aquello, las posiciones en Schmidt y el sendero Kall fueron abandonadas. No fue hasta febrero de 1945 cuando la 82.ª División Aerotransportada recuperó de forma permanente el sendero Kall y Schmidt.

### Segunda fase
La segunda fase formó parte de la Operación Queen, el empuje aliado hacia el río Rur. En esta fase, la 4.ª División de los EE. UU. iba a limpiar la mitad septentrional del bosque entre Schevenhütte y Hürtgen, capturar Hürtgen y avanzar hacia el Rur al sur de Düren. Desde el 10 de noviembre, esto sería responsabilidad del VII Cuerpo y fue parte del principal esfuerzo del VII Cuerpo para alcanzar el Rur. La 4.ª División estaba ahora plenamente comprometida con el Hürtgen, aunque su 12.º Regimiento de Infantería ya estaba maltratado por su acción en Schmidt, dejando sólo dos regimientos plenamente efectivos para lograr los objetivos divisionales. Al VII Cuerpo de los EE. UU. se le opusieron fuerzas alemanas, principalmente del LXXXI Cuerpo, formado por tres divisiones cortas de fuerzas. En el Hürtgen, estaba la 275.ª División de Infantería— 6500 hombres con 150 piezas de artillería. Todos ellos estaban atrincherados y preparados.

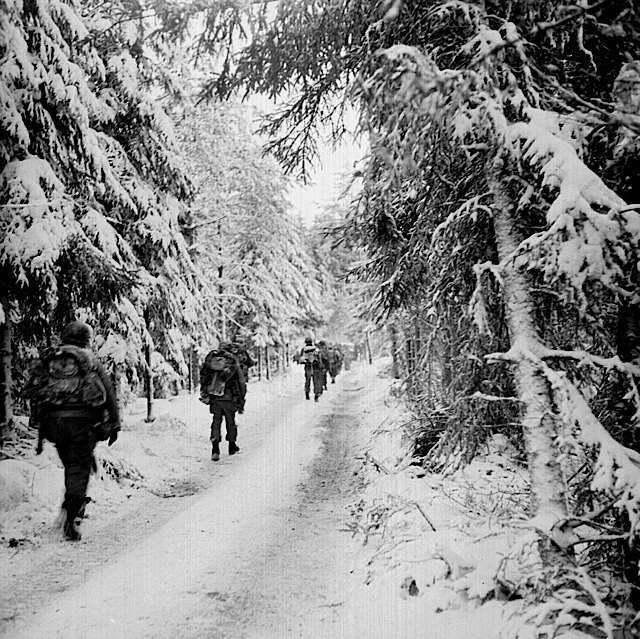
Una patrulla estadounidense en el bosque de Hürtgen.

El resumen de un informe estadounidense describe lo que ocurrió:

El VII Cuerpo (estadounidense), Primer Ejército atacó 16 de noviembre de 1944 con la 1ª Div Inf, la 4ª Div Inf, 104ª Div Inf, y CCR 5º AD para limpiar el bosque de Huertgen y el camino del Primer Ejército hasta el río Rur. Después de intensas luchas, principalmente por la 4ª Div Inf, el ataque del Cuerpo VII se detuvo. El V Cuerpo se vio comprometido el 21 de noviembre de 1944. Atacando con la 8ª Div Inf, y CCR 5ª AD, el Cuerpo V logró capturar Huertgen después de una fuerte lucha el 28 de noviembre de 1944.

El ataque comenzó el 16 de noviembre. Los dos regimientos de infantería atacaron en columnas paralelas: el 8.º a lo largo del borde septentrional del bosque hacia Düren, el 22.º más al sur en paralelo. Los flancos abiertos invitaban a la infiltración. Tácticas similares en cualquier otro lugar habrían "invitado al desastre".

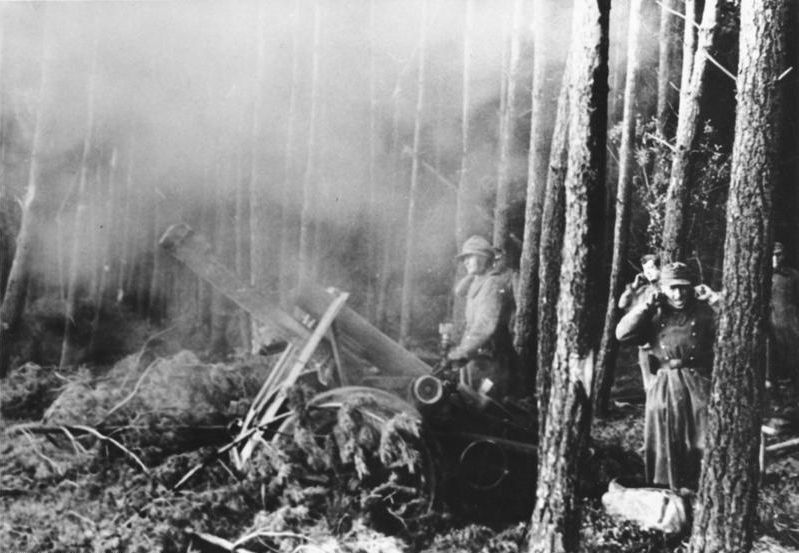
Un obús de 150 mm alemán de infantería disparando en defensa de un ataque estadounidense el 22 de noviembre de 1944 en el bosque de Hürtgen.

Los ataques del 8.º Regimiento de Infantería en el arroyo Rother Weh topó con una intensa resistencia y se vieron rechazados con graves pérdidas. El 22.º fracasó a la hora de tomar "Raven's Hedge" (Rabenheck), rechazados por intenso fuego de ametralladora y artillería a lo largo de los cortafuegos. Después de tres días, hubo 300 bajas, incluyendo oficiales y suboficiales.
Para el 18 de noviembre, los tanques parecían esenciales, de manera que los ingenieros abrieron rutas de tanque a través del bosque. Las comunicaciones y la logística siguieron siendo un problema, de manera que al día siguiente el ataque se detuvo para permitir el reabastecimiento y la evacuación de los heridos. Los refuerzos alemanes llegaron de las Divisiones de Infantería 344.ª y 353.ª y la resistencia se endureció aún más. El 20 de noviembre, Russell J. York—un médico del 4.º Batallón de Ingenieros—ganó una Estrella de Plata en la batalla de Weisser Weh cuando el intenso tiroteo impidió los esfuerzos a instalar un puente.[cita requerida]
La responsabilidad fue devuelta al V Cuerpo y, el 21 de noviembre, 8.ª División atacó el valle de Weisser Weh, continuando hacia Hürtgen. El Regimiento de Infantería 121.º atacó las fuertes defensas inmediatamente. A pesar del apoyo blindado del 10.º Batallón de Tanques, los avances diarios fueron inferiores a medio kilómetro. Hürtgen fue tomada el 29 de noviembre y la batalla continuó hasta Kleinhau, a kilómetro y medio al norte.
La acción final en el bosque de Hürtgen fue en Merode, en el borde noreste del bosque. Dos compañías estadounidenses tomaron el pueblo pero más tarde fueron despedazadas en un contraataque alemán.
Los elementos de las Divisiones de Infantería 8.ª y 28.ª luego avanzaron sobre Brandenberg. La 28.ª División—justo como la 9.ª antes de ella (y la 4.ª División de Infantería, que relevaría a la 28.ª)—también sufrió gran número de bajas durante su estancia en el bosque de Hürtgen. El 14 de noviembre, el 2.º Batallón Ranger llegó para aliviar a elementos del 112.º Regimiento de Infantería. El 6 de diciembre, los Rangers se trasladaron a Bergstein y posteriormente tomaron la posición estratégica de Hill 400 de tropas que la defendían del Regimiento 980.º de Granaderos de la 272.ª División Volksgrenadier. Poco tiempo después, el 12 de diciembre, las ciudades de Gey y Strass fueron tomadas por fuerzas estadounidenses.
Las acciones militares en el Westwall hasta el 15 de diciembre solo llevaron a la muerte, las heridas o la cautividad de más de 250 000 soldados de ambos lados. El Primer y el Noveno del Ejército de Estados Unidos — 57 039 bajas en batalla (muertos, heridos, capturados, desaparecidos en combate); 71 654 bajas ajenas a la batalla, p. e. accidentes, enfermedades como la neumonía, el pie de trinchera, la congelación, y el trauma. Las fuerzas armadas alemanas presumiblemente tuvieron 12 000 muertos, 95 000 capturados (documentados), y un número desconocido de heridos.: 616 

## Resultado

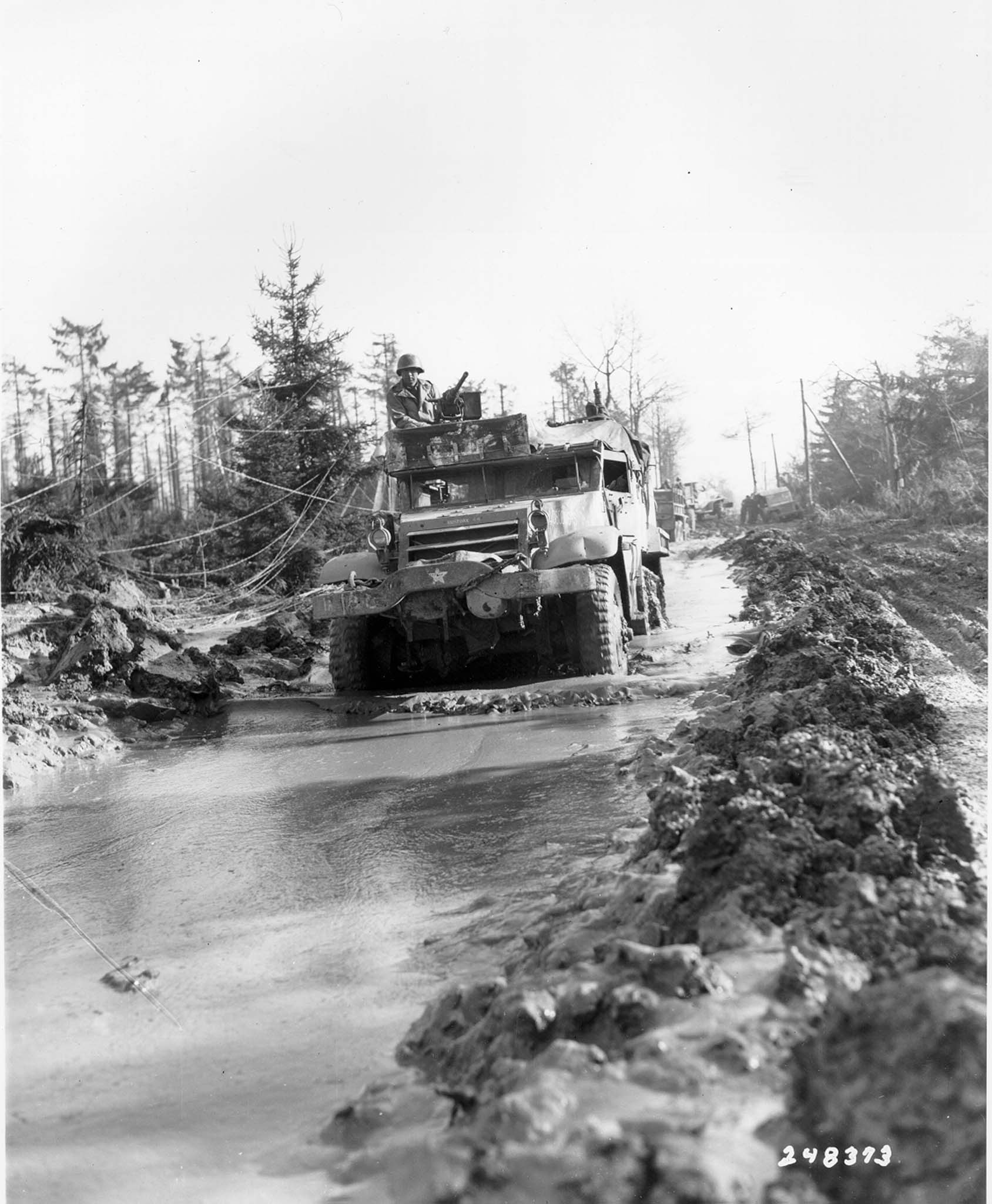
Una semioruga estadounidense del 16.º Regimiento de Infantería de la 1.ª División de Estados Unidos en el bosque de Hürtgen, 15 de febrero de 1945.

El 16 de diciembre de 1944, fuerzas alemanas comenzaron la ofensiva de las Ardenas, habitualmente conocida como la batalla de las Ardenas. La sorpresiva ofensiva alemana cogió a las fuerzas aliadas con la guardia baja. Los alemanes atacaron con cerca de 30 divisiones; incluidas las Divisiones Panzer de las SS 1.ª, 2.ª, y la 12.ª Forzaron un enorme saliente en las líneas estadounidenses, pero nunca lograron sus objetivos clave en el sector septentrional de su ataque. La clave del avance germano fueron las Rollbahns en el norte que los llevaría directamente a Amberes. Estas rutas nunca se abrieron. El 6.º Ejército Panzer del oberstgruppenführer Sepp Dietrich había sido seleccionado para hacer el esfuerzo principal. Se le confió el principal objetivo de la ofensiva, la toma de Amberes. Sin embargo, los alemanes nunca llegaron ni a aproximarse al objetivo, defendido por las Divisiones de Infantería 1.ª, 2.ª, 9.ª, y 99.ª quien rechazó entregar terreno en la batalla por la cresta de Elsenborn. La punta de lanza 1.ª División Leibstandarte SS Adolf Hitler del 6.º Ejército Panzer, nunca llegó más que a medio camino del Mosa.
Al sur, los alemanes tuvieron algo más de éxito. Barrieron a la 106.ª División de Infantería en gran medida novata, arrollando a dos de sus regimientos que se rindieron virtualmente intactos, y finalmente tomaron la carretera clave y la red de ferrocarriles en St. Vith. Pero no llegaron más allá de este pueblo, cuando la 7.ª División Blindada y el resto del regimiento de la 106.ª División Blindada—con elementos de la 28.ª División de Infantería y la 9.ª División Blindada—se mantuvieron firmes en las afueras de esa ciudad. Nunca tomaron la ciudad clave de Bastoña y se vieron obligados a rodearla, y aunque llegaron a unas millas cerca del Mosa, su avance se vio detenido por las Divisiones de Infantería 8.ª y 104.ª, y las Divisiones Aerotransportadas 82.ª y 101.ª.
La ofensiva de las Ardenas llegó hasta una detención completa a principios de enero cuando las fuerzas alemanas en la parte septentrional del saliente quedaron bloqueados por la fuerte defensa estadounidense, los ingenieros estadounidenses destruyeron los puentes y por una falta de carburante de los alemanes. A principios de febrero, las fuerzas estadounidenses atacaron a través del bosque de Hürtgen por una última vez. El 10 de febrero, la presa de Schwammenauel fue tomada por las fuerzas estadounidenses, aunque los alemanes habían abierto las compuertas de la presa, inundando el valle del Rur y retrasando el avance estadounidense hasta el Rin por dos semanas más, hasta el 23 de febrero, cuando las aguas de la inundación retrocedieron.
A dos miembros de la 4.ª División de Infantería de los EE. UU. se les concedió la Medalla de Honor por acciones en batalla. Una fue al teniente coronel George Mabry, uno de los soldados estadounidenses más condecorado de la Segunda Guerra Mundial. La otra fue para el soldado Francis X. McGraw, cuya medalla se entregó póstumamente.: 457, 419–420 
El soldado Edward Donald Slovik, asignado a la 28.ª División, eligió una corte marcial antes que luchar en el bosque de Hürtgen. El 31 de enero de 1945, se convirtió en el primer soldado estadounidense en ser ejecutado por deserción desde la guerra civil estadounidense.

## Bajas

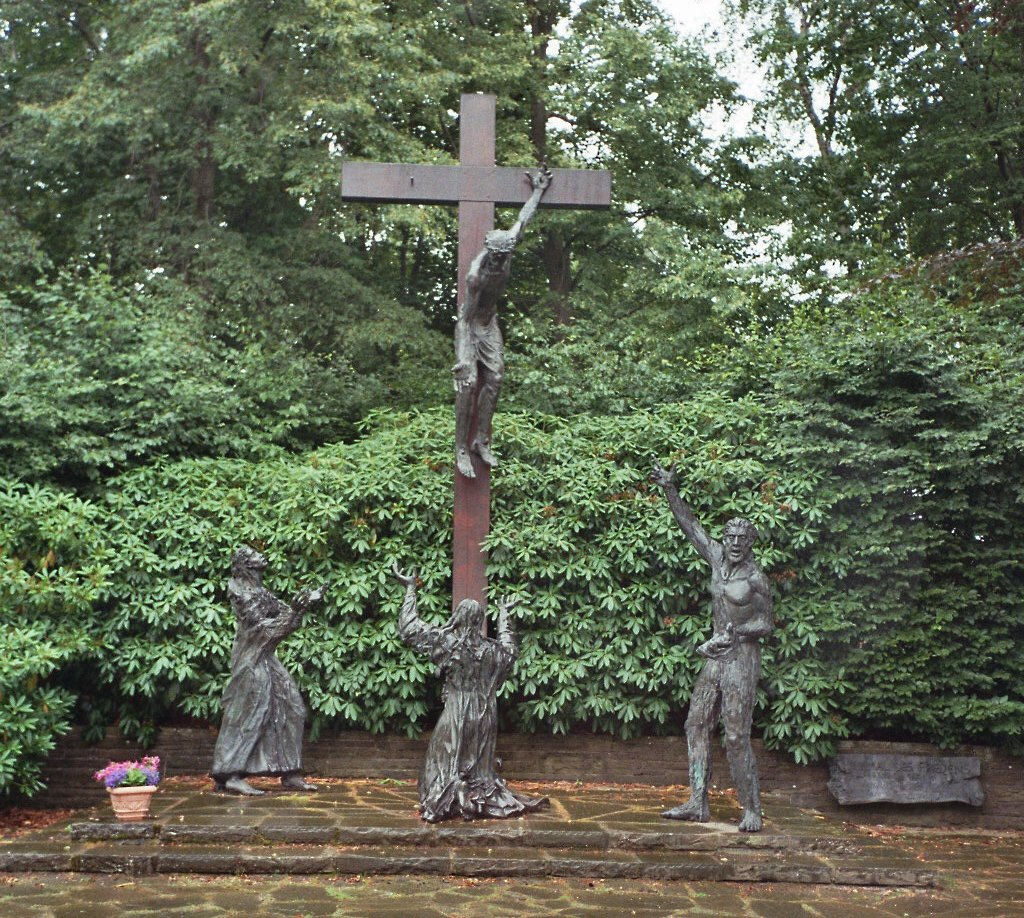
Un memorial en Vossenack dedicado a la batalla por el bosque de Hürtgen.

Tras la guerra la batalla de Hürtgen fue enterrada en el olvido; era una vergüenza para los aliados y una demostración de incapacidad bélica, con el resultado de entre 33.000-50.000 bajas entre los aliados y apenas unas 28.000 para los alemanes.
El Centro del Ejército de los EE. UU. de Historia Militar ha calculado que 120 000 tropas, más reemplazos, se vieron comprometidos en Hürtgen; al final, hubo 23 000 bajas en batalla más 9000 fuera de la batalla. Dos divisiones, la 4.ª y la 9.ª, estaban tan tremendamente maltratadas que se retiraron de la línea para recuperarse.: 493 
La batalla por Schmidt costó 6184 bajas estadounidenses, comparada con alrededor de 3000 bajas sufridas por las fuerzas que desembarcaron en la playa de Omaha. Las bajas alemanas fueron menos de 3000.
En la segunda fase, la 4.ª División estadounidense había avanzado poco más de 2 kilómetros para el 20 de noviembre, habiendo sufrido 1500 bajas en batalla más bajas fuera de la batalla que ascendían a varios cientos por pie de trinchera, congelación y agotamiento. Después de dos semanas, cuatro kilómetros y medio habían sido ganados para 4053 bajas en batalla y 2000 fuera de la batalla, llevando el número total en noviembre a 170 oficiales y 4754 hombres.
Algunas unidades combatientes en esta operación también lucharon en la playa de Omaha; comparando las dos, los veteranos dijeron que la batalla del bosque de Hürtgen fue mucho más sangrienta que Omaha. Ernest Hemingway, que estaba allí, describió la batalla como "Passchendaele con tres estallidos", un epitafio apropiado.

### Antiguo enemigo recordado
Hay un monumento en piedra con una placa en bronce en el cementerio militar de Hürtgen dedicado por los veteranos de la 4.ª División de Infantería de los EE. UU. a la memoria de Friedrich Lengfeld (29 de septiembre de 1921–12 de noviembre de 1944), un teniente alemán. Lengfeld murió el 12 de noviembre de 1944, de severas heridas obtenidas mientras ayudaba a un soldado estadounidense herido fuera del campo de minas Jabalí (Wilde Sau). Es el único memorial de este tipo para un soldado alemán ubicado por quienes entonces eran sus oponentes en un cementerio militar alemán.

### La escultura conmemorativa "A Time for Healing"

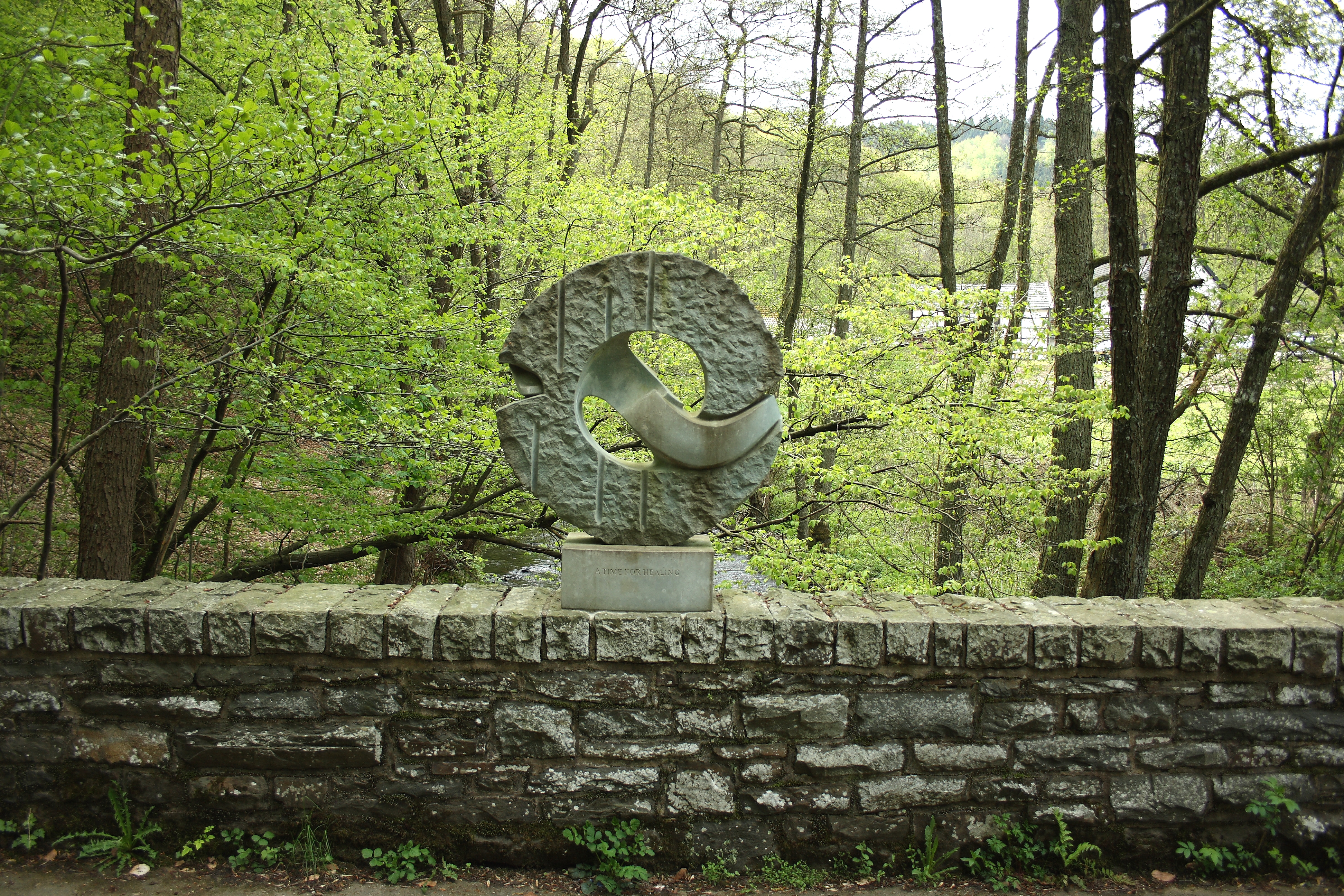
La escultura sobre el puente de Kall.

Una escultura conmemorativa en el puente de Kall recuerda aquel momento de humanidad en mitad de los horrores de la guerra. Fue oficialmente dedicado el 60.º aniversario del alto el fuego sobre el puente del Kall, 7 de noviembre de 2004. Fue creado por Michael Pohlmann, quien comentó;

"No quería crear un monumento a héroes, ninguna representación teatral, nada de pathos, pero quería aparecer sin más pretensiones con una forma frugal, tallada en piedra, dignificando el verdadero lugar del incidente. Un lugar quizás, en el que todo podía haber comenzado racionalmente, luego sin embargo, se hizo más y más irracional y totalmente fuera de control hasta regresar a la razón— ¿o era aún emoción?—y que un encuentro humanitario se hiciera realidad."

La placa fue creada por el escultor Tilman Schmitten, Eupen. La escultura conmemorativa y la placa fueron financiadas por la Fundación Konejung: Cultura.

## Análisis histórico
El resultado de la batalla no fue halagador para los aliados, porque los 120 km² ocupados no tenían ningún valor estratégico para la consecución de la campaña y a los alemanes les sirvió para preparar su ofensiva en las Ardenas. Por ello, debido al alto costo y al tiempo que les tomó a los estadounidenses ocupar el bosque, la batalla de Hürtgen, que en buena cuenta fueron un gran número de pequeñas batallas, quedó oculta en la historia y ensombrecida por la posterior contraofensiva alemana en las Ardenas.
La discusión histórica gira en torno a si el plan de batalla estadounidense tenía algún sentido estratégico o táctico. Un analista: 240–241  es que la estrategia estadounidense infravaloró la fuerza y determinación que quedaba en la psique del soldado alemán, creyendo que su espíritu de lucha se había hundido totalmente bajo el estrés de la ruptura de la derrota de Normandía y la reducción de la bolsa de Falaise. Los comandantes estadounidenses en particular no comprendieron la impasibilidad del denso bosque de Hürtgen y sus efectos de recudir la puntería de la artillería y haciendo impracticable el apoyo aéreo. Además, las fuerzas estadounidenses se concentraron en el pueblo de Schmidt y ninguno intentó conquistar las estratégicos presas del Rur ni reconocieron la importancia de Hill 400 hasta una etapa avanzada de la batalla.
Hoy en día los turistas pueden visitar un museo en Vossenack, mirar algunos de los búnqueres de la Línea Sigfrido que aún se mantienen en pie y pasear por el tristemente famoso sendero Kall.

## Cinematografía
- Película de 1998 de la HBO que representa la batalla: Cuando Callan las Trompetas